# Чемпионат Беларуси по шашечной композиции 2001
Чемпионат Белоруссии по шашечной композиции 2001, оригинальное название — Первый этап XI чемпионата Беларуси по шашечной композиции — национальное спортивное соревнование по шашечной композиции. Организатор — комиссия по композиции Белорусской Федерации Шашек.

## О турнире
Начиная с 1991 года, белорусские чемпионаты стали проводиться раз в два года, при этом разделив соревнования по русским и международным шашкам на ежегодные этапы чемпионата. Суммирования очков этапов не производилось. Таким образом, в XI чемпионате Беларуси по шашечной композиции на 1-м этапе соревновались в русские шашки, а на следующий год, в 2001-м, на 2-м этапе — в международные.
Соревнования проводились в 3 дисциплинах: проблемы, задачи, этюды.
9 наград чемпионата выиграли 6 спортсменов. Пётр Шклудов — золото в проблемах и серебро в этюдах, Борис Иванов — серебро в проблемах и бронза в задачах. Николай Грушевский — две бронзы в проблемах в этюдах.

## Спортивные результаты
Проблемы-64.
 Пётр Шклудов — 27,25 очка.  Борис Иванов — 26,5.  Николай Грушевский — 18,5. 4. Александр Сапегин — 15,75. 5. Александр Коготько — 15,5. 6. Александр Ляховский — 10,5. 7. Людмила Румянцева — 9,75. 8. Дмитрий Камчицкий — 8,0. 9. Василий Можейко — 6,5. 10. Виктор Шульга — 6,0. 11. Валерий Свизинский — 3,5. 12. Дмитрий Слесарчик — 2,5. 13. Леонид Витошкин — 1,0. 14-22. Иван Белоус, Александр Иваньков, Пётр Кожановский, Иван Мельник, Александр Перевозников, Григорий Кравцов, Сергей Матус, Игорь Ананич, Вадим Булат.
Этюды-64.
 Леонид Витошкин — 16,25.  Пётр Шклудов — 14,25.  Николай Грушевский — 14,0. 4. Иван Навроцкий — 11,75. 5. Виктор Денисенко — 9,0. 6. Криштоф Малашкевич — 6,5. 7. Дмитрий Камчицкий — 6,0. 8-9. Борис Иванов, Дмитрий Кульбанов — 5,75. 10. Людмила Румянцева — 5,5. 11. Пётр Кожановский — 5,25. 12. Виктор Шульга — 5,0. 13. Александр Ляховский — 4,5. 14. Дмитрий Слесарчик — 3,75. 15. Александр Коготько — 2,0. 16-19. Александр Иваньков, Григорий Кравцов, Валерий Свизинский, Евгений Кондраченко — 0,0.
Задачи-64.
 Александр Шурпин — 29,5.  Николай Бобровник — 16,25.  Борис Иванов — 15,5. 4. Константин Тарасевич — 13,5. 5. Николай Зайцев — 7,5. 6. Леонид Витошкин — 4,5. 7. Пётр Шклудов — 3,5. 8-9. Александр Ляховский, Виктор Шульга — 0,0.